# 40 (број)
40 (четрдесет) је природни број који следи 39 и претходи броју 41.
Иако је повезан с речју четири (4), 40 се пише „четрдесет“, не „четиридесет“. Разлог је што етимолошки, речи имају другачије вокале, четрдесет садржи скраћивање, на исти начин као што код броја „педесет“, постоји сажимање речи „пет“ и „десет“.
40 је у математици сложен број који се факторише на просте чиниоце као 23 * 5 =40.